# Sainte-Anne (Doubs)
Sainte-Anne és un municipi francès situat al departament del Doubs i a la regió de Borgonya - Franc Comtat. L'any 2007 tenia 30 habitants.

## Demografia

### Població
El 2007 la població de fet de Sainte-Anne era de 30 persones. Hi havia 17 famílies de les quals 9 eren unipersonals (9 homes vivint sols), 4 parelles sense fills i 4 parelles amb fills.
La població ha evolucionat segons el següent gràfic:
Habitants censats

### Habitatges
El 2007 hi havia 19 habitatges, 18 eren l'habitatge principal de la família i 1 estava desocupat. 16 eren cases i 3 eren apartaments. Dels 18 habitatges principals, 14 estaven ocupats pels seus propietaris i 3 estaven llogats i ocupats pels llogaters; 3 tenien dues cambres, 2 en tenien tres, 7 en tenien quatre i 6 en tenien cinc o més. 10 habitatges disposaven pel capbaix d'una plaça de pàrquing. A 11 habitatges hi havia un automòbil i a 6 n'hi havia dos o més.

### Piràmide de població
La piràmide de població per edats i sexe el 2009 era:
| Homes | Edats   | Dones |
| ----- | ------- | ----- |
| 0     | 95 o +  | 0     |
| 0     | 90 a 94 | 0     |
| 0     | 85 a 89 | 0     |
| 0     | 80 a 84 | 0     |
| 0     | 75 a 79 | 0     |
| 0     | 70 a 74 | 4     |
| 0     | 65 a 69 | 0     |
| 0     | 60 a 64 | 0     |
| 0     | 55 a 59 | 0     |
| 0     | 50 a 54 | 0     |
| 4     | 45 a 49 | 0     |
| 0     | 40 a 44 | 4     |
| 4     | 35 a 39 | 4     |
| 0     | 30 a 34 | 0     |
| 0     | 25 a 29 | 4     |
| 0     | 20 a 24 | 0     |
| 0     | 15 a 19 | 0     |
| 0     | 10 a 14 | 0     |
| 4     | 5 a 9   | 0     |
| 4     | 0 a 4   | 0     |

## Economia
El 2007 la població en edat de treballar era de 21 persones, 12 eren actives i 9 eren inactives. De les 12 persones actives 11 estaven ocupades (9 homes i 2 dones) i 1 aturada (1 dona i 1 dona). De les 9 persones inactives 6 estaven jubilades i 3 estaven classificades com a «altres inactius».
Activitats econòmiques
L'únic establiment que hi havia el 2007 era d'una empresa alimentària.
L'any 2000 a Sainte-Anne hi havia 5 explotacions agrícoles que ocupaven un total de 230 hectàrees.

## Poblacions més properes
El següent diagrama mostra les poblacions més properes.